# 梅塞塔高原

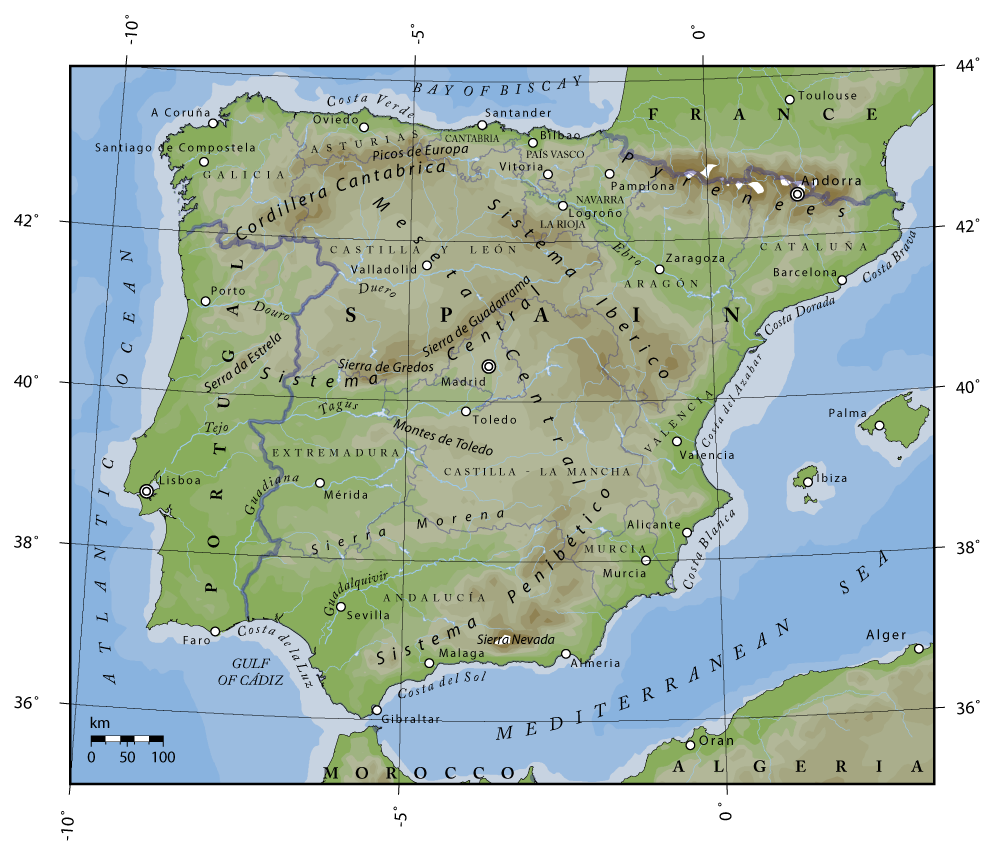
西班牙地形圖，其中央便是梅塞塔高原

梅塞塔高原（意為“中央高原”），又稱麥西達高原或卡斯蒂利亚高原，是構成西班牙多為高原與山地的主要地理區，梅塞塔高原北面是坎塔布連山脈，南為摩萊納山脈，另有塔霍河、杜羅河、瓜迪亞納河流貫且流入大西洋，高原上，這裡有大片的橄欖樹和自然資源。

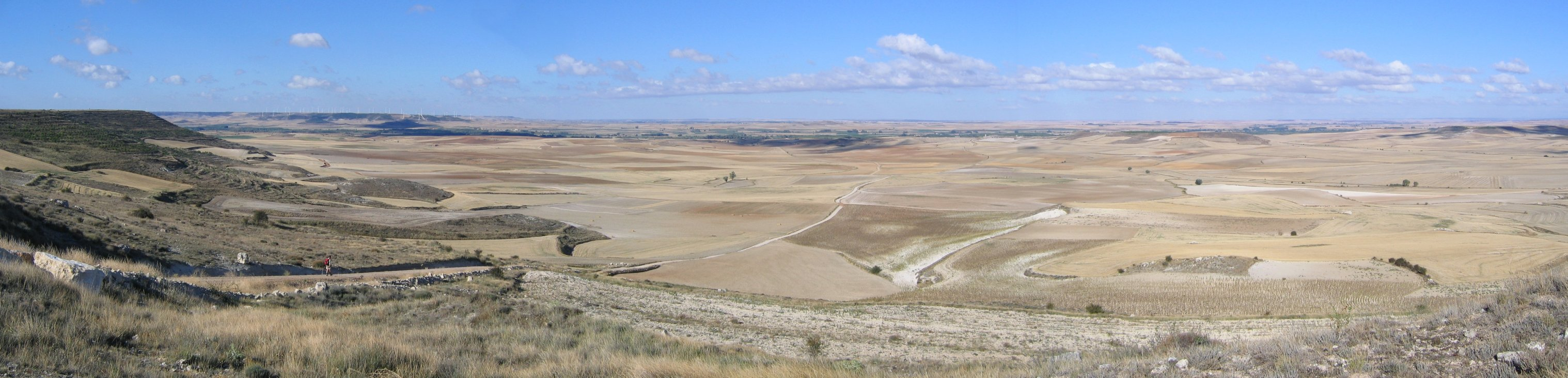
九月的梅塞塔風光